# Ogcodes orientalis
Ogcodes orientalis este o specie de muște din genul Ogcodes, familia Acroceridae, descrisă de Evert I. Schlinger în anul 1960.
Este endemică în Cambodia. Conform Catalogue of Life specia Ogcodes orientalis nu are subspecii cunoscute.